# Suthida af Thailand
Suthida af Thailand, fulde navn: Suthida Bajarasudha Bimollaksana, født Suthida Tidjai (født 3. juni 1978), er Thailands dronning, gift med Hans Majestæt Kong Vajiralongkorn, Rama X af Thailand, den 1. maj 2019.

## Liv
Suthida graduerede i 2000 fra journalist-fakultetet ved Assumption University i Bangkok (et privat katolsk universitet, grundlagt 1969). Herefter arbejdede hun som stewardesse i JAL og fra 2003 til 2008 i Thai Airways International, før hun blev ansat i Den Kongelige Husgarde. Ifølge journalist Andrew MacGregor Marshall mødte hun kronprins Vajiralongkorn på en velgørenhedsflyvning den 5. januar 2007, hvor kronprinsen var pilot. Hele besætningen blev fotograferet sammen på et pressefoto.
Suthida blev stabsofficer i kronprins Maha Vajiralongkorns husstandsvagt i 2010. I 2012 blev hun forfremmet til stedfortrædende kommandør for træningsbataljonen på kongens vagtskole, og i 2013 som kommandør. I august 2014 blev hun udnævnt til øverstbefalende for Kongevagtens speciale operationsenhed og forfremmet til general den 1. december 2016.
Mellem 2010 og 2018 gennemførte Suthida flere militære kurser.
Den 13. oktober 2017, fik Suthida Dame Grand Cross (første klasse) af Chula Chom Klaos (thai: โรงเรียนนายร้อยพระจุลจอมเกล้า), Chulachomklao Royal Military Academys mest respekterede orden, der medførte titlen Than Phu Ying (thai: ท่านผู้หญิง, engelsk: High Lady), hustru til Chao Phraya (en titel tildelt højt rangerende mandlige officerer).

## Ægteskab
Kong Vajiralongkorn blev ofte set med Suthida efter hun blev officer i Den Kongelige Husgarde (Royal Household Guard) med titel af generalløjtnant. I oktober 2016 skrev internationale medier om hende som kongens "gemalinde", hvilket navnet hun anvendte også antydede – Suthida Vajiralongkorn na Ayudhya (thai: พลเอกหญิง ท่านผู้หญิงสุทิดา วชิราลงกรณ์ ณ อยุธยา) – trods kongehuset aldrig officielt havde erklæret noget om deres forhold.
Den 1. maj 2019, dagen før Vajiralongkorn skulle begynde kroningsceremonierne som Rama X, proklamerede kongehuset, at parret var blevet gift samme dag i klokken 16:32 i Ampornsathan-tronsalen i Dusit Palace, og Suthida herefter er Hendes Majestæt Dronning Suthida. Vidner til brylluppet var prinsesse Sirindhorn, kongens yngre søster, og Prem Tinsulanonda, statsrådsformand og kongens rådgiver; tidligere general, premierminister og fungerende regent af Thailand.

## Navne og titler
- 13 oktober, 2017 – 1 maj, 2019: Thanphuying Suthida Vajiralongkorn na Ayudhya (thai: ท่านผู้หญิงสุทิดา วชิราลงกรณ์ ณ อยุธยา; transskription: Suthida Wachiralongkon na Ayutthaya)
- 2019 – : Hendes Majestæt Dronningen
  - 1. maj – 4. maj 2019: Somdet Phra Rachini Suthida (thai: สมเด็จพระราชินีสุทิดา)
  - 4. maj 2019 – nu : Somdet Phra Nang Chao Suthida Phatcharasutha Phimon Lak Phra Borommarachini (thai: สมเด็จพระนางเจ้าสุทิดา พัชรสุธาพิมลลักษณ พระบรมราชินี)

Fra den 1. maj 2019, vil thailandske statsborgere ikke længere være i stand til at give deres børn et navn, der ligner Hendes Majestæts navn Suthida, både hvad angår stavning og udtale, i henhold til artikel 6 i 1961-personloven. Dronningen er tillige beskyttet af den thailandske straffelovs artikel 112 om majestætsfornærmelse, hvilket kan medføre fra tre til 15 års fængsel.
Som dronning af Thailand skal Suthida fremover tiltales på rajasap (thai: ราชาศัพท์; transskription: Rachasap) ifølge Den Kongelige Avis (The Royal Gazette) den 9. maj. Rajasap er et khmer-baseret sprog der bruges, når man henvender sig direkte til kongelige. Det komplicerede kongelige thai-sprog har fem klasser, til at indikere rang. En dronning er normalt af lavere rang end en konge, men dronning Sirikit fik samme rang som kong Bhumibol, og dronning Suthida har fået samme rang som kong Vajiralongkorn. Brugen af rajasap stammer fra Ayutthaya-riget, "raj" er sanskrit for konge.